# Avanti un altro (programma televisivo 1994)
Avanti un altro è stato un programma televisivo italiano di genere varietà e commedia, andato in onda il sabato in prima serata su Canale 5 dal 14 al 28 maggio 1994 per tre puntate, con la conduzione di Pippo Franco.

## Il programma
Si trattava di una gara tra dodici comici, che in ciascuna puntata si contendevano il titolo di campione attraverso tre sfide: nella prima, i cabarettisti si esibivano nel loro personale repertorio, nella seconda avevano il compito di riproporre una famose gag comica del mondo della televisione, del cinema o del teatro mentre nella terza dovevano realizzare uno sketch insieme al conduttore, Pippo Franco, ambientato in uno studio psichiatrico. Il vincitore di ogni puntata veniva eletto direttamente dal pubblico presente in studio, che votava accendendo una lampadina collocata nel posto da loro occupato, mentre i telespettatori avevano l'opportunità di aggiudicarsi un'automobile attraverso un concorso, indovinando fin dall'inizio il vincitore della trasmissione.
Le prime due puntate erano di "qualificazione" ed erano seguite da una "finalissima", nella quale si sfidavano i vincitori delle prime due serate. Il vincitore si è aggiudicato un assegno di cinque milioni di lire.
Il conduttore era affiancato da Uriana Capone, vincitrice del concorso di bellezza di Canale 5 Bellissima nel 1993, alla sua prima esperienza nel ruolo di soubrette. A completare il cast, direttamente dal Bagaglino, Manlio Dovì, mentre altri momenti comici erano animati da Gianni Fantoni. Ospiti fissi del programma erano Maria Cristina Micheli, Paola Minaccioni, Patrizia Tapparelli, Crescenza Guarnieri, David Pratelli e Gianfranco Fino.
La trasmissione era a cura di Gigi Reggi.

### Critiche e accoglienza
La trasmissione fu accolta freddamente sia dal pubblico che dalla critica televisiva. La prima puntata del varietà fu vista infatti da solo tre milioni e 652.000 telespettatori, e il critico de La Stampa Alessandra Comazzi giudicò negativamente lo spettacolo, trovando poco divertenti i cabarettisti selezionati per partecipare alla gara e trovando ripetitivo il conduttore. In particolare, fu notato che il riferimento allo studio psichiatrico era già stato proposto fino ad un paio di anni prima, sempre da Pippo Franco, nella trasmissione Crème Caramel su Rai 1.